# Francesc Llop i Bayo
Francesc Llop i Bayo (València, 1951) és un antropòleg i campaner valencià. És expert en tots els aspectes de les campanes (conservació, restauració i tocs) i campaners. Ha realitzat un inventari de totes les campanes de les catedrals d'Espanya per encàrrec del Ministeri de Cultura (1076 campanes a 94 catedrals).
Va estudiar ciències polítiques i sociologia, especialitzant-se Antropologia Social a la Universitat Complutense de Madrid. El 1985 la seva tesi de finalització de llicenciatura L'afició als campanes - Tocs de campanes a la ciutat de València va obtenir el Premi Nacional de Recerca Cultural «Marquès de Lozoya». El 1988 va obtenir el títol de doctor en antropologia social per la mateixa universitat amb la tesi Els tocs de campanes a Aragó. Ha dirigit diversos projectes de restauració de campanes, entre els quals destaquen els de la catedral de València, Sevilla, Jaca, Murcia i Calahorra. En 2015 va inspeccionar les campanes de la catedral de Santiago de Compostel·la.